# Anna Moore Shaw
Anna Moore Shaw o Chehia (Reserva Gila River, Arizona, 1898-1975) fou una intel·lectual pima que estudià a les escoles missioneres i va passar bona part de la seva vida recollint i intent reviure les antigues tradicions pima. Edità un diari i va crear un Museu de Cultura. Va escriure Pima indian Legends (1968) i A pima past (1974), recull de tradicions i llegendes de la seva ètnia.